# Leichtathletik-Weltmeisterschaften 2019/Teilnehmer (Mosambik)
| Gelbes Symbol für Goldmedaillen mit stilisierten Olympischen Ringen | Graues Symbol für Silbermedaillen mit stilisierten Olympischen Ringen | Braundes Symbol für Bronzemedaillen mit stilisierten Olympischen Ringen |
| ------------------------------------------------------------------- | --------------------------------------------------------------------- | ----------------------------------------------------------------------- |
| —                                                                   | —                                                                     | —                                                                       |

Der Leichtathletikverband von Mosambik nahm an den Leichtathletik-Weltmeisterschaften 2019 in Doha teil. Ein Athlet wurden vom mosambikanischen Verband nominiert.

## Ergebnisse

### Männer

#### Laufdisziplinen
| Athlet                | Disziplin    | Vorlauf | Vorlauf | Halbfinale | Halbfinale | Finale | Finale |
| Athlet                | Disziplin    | Zeit    | Platz   | Zeit       | Platz      | Zeit   | Platz  |
| --------------------- | ------------ | ------- | ------- | ---------- | ---------- | ------ | ------ |
| Creve Armando Machava | 400 m Hürden | 50,76 s | 30      | DNQ        | DNQ        | –      | –      |